# Parlamentswahl in Katalonien 2024
- CUP-DT: 4
- Sumar: 6
- ERC: 20
- PSC: 42
- Junts: 35
- PPC: 15
- AC: 2
- VOX: 11

Die Parlamentswahl in Katalonien 2024 fand am 12. Mai statt. Gewählt wurden die 135 Mitglieder des Parlaments von Katalonien. Stärkste Partei wurde die Partit dels Socialistes de Catalunya. Die separatistischen Parteien (Junts per Catalunya, Esquerra Republicana de Catalunya, Candidatura d’Unitat Popular und Aliança Catalana) haben erstmals seit 1980 die parlamentarische Mehrheit verloren.

## Parteien
| Partei | Partei                                                                                     | Spitzenkandidat | Spitzenkandidat         | Wahl 2021   | Wahl 2021 |
| Partei | Partei                                                                                     | Spitzenkandidat | Spitzenkandidat         | Stimmen (%) | Mandate   |
| ------ | ------------------------------------------------------------------------------------------ | --------------- | ----------------------- | ----------- | --------- |
|        | Partit dels Socialistes de Catalunya                                                       |                 | Salvador Illa           | 23,0        | 33 / 135  |
|        | Esquerra Republicana de Catalunya                                                          |                 | Pere Aragonès           | 21,3        | 33 / 135  |
|        | Junts+ Carles Puigdemont per Catalunya - Junts per Catalunya - Demòcrates de Catalunya     |                 | Carles Puigdemont       | 20,1        | 32 / 135  |
|        | Vox                                                                                        |                 | Ignacio Garriga         | 7,7         | 11 / 135  |
|        | Candidatura d’Unitat Popular – Defensem la Terra - Candidatura d’Unitat Popular - Capgirem |                 | Laia Estrada            | 6,7         | 9 / 135   |
|        | Comuns Sumar - Catalunya en Comú - Barcelona en Comú - Movimiento Sumar                    |                 | Jéssica Albiach         | 6,9 a       | 8 / 135   |
|        | Ciutadans                                                                                  |                 | Carlos Carrizosa Torres | 5,6         | 6 / 135   |
|        | Partit Popular                                                                             |                 | Alejandro Fernández     | 3,8         | 3 / 135   |

Andere Wahlbündnisse:

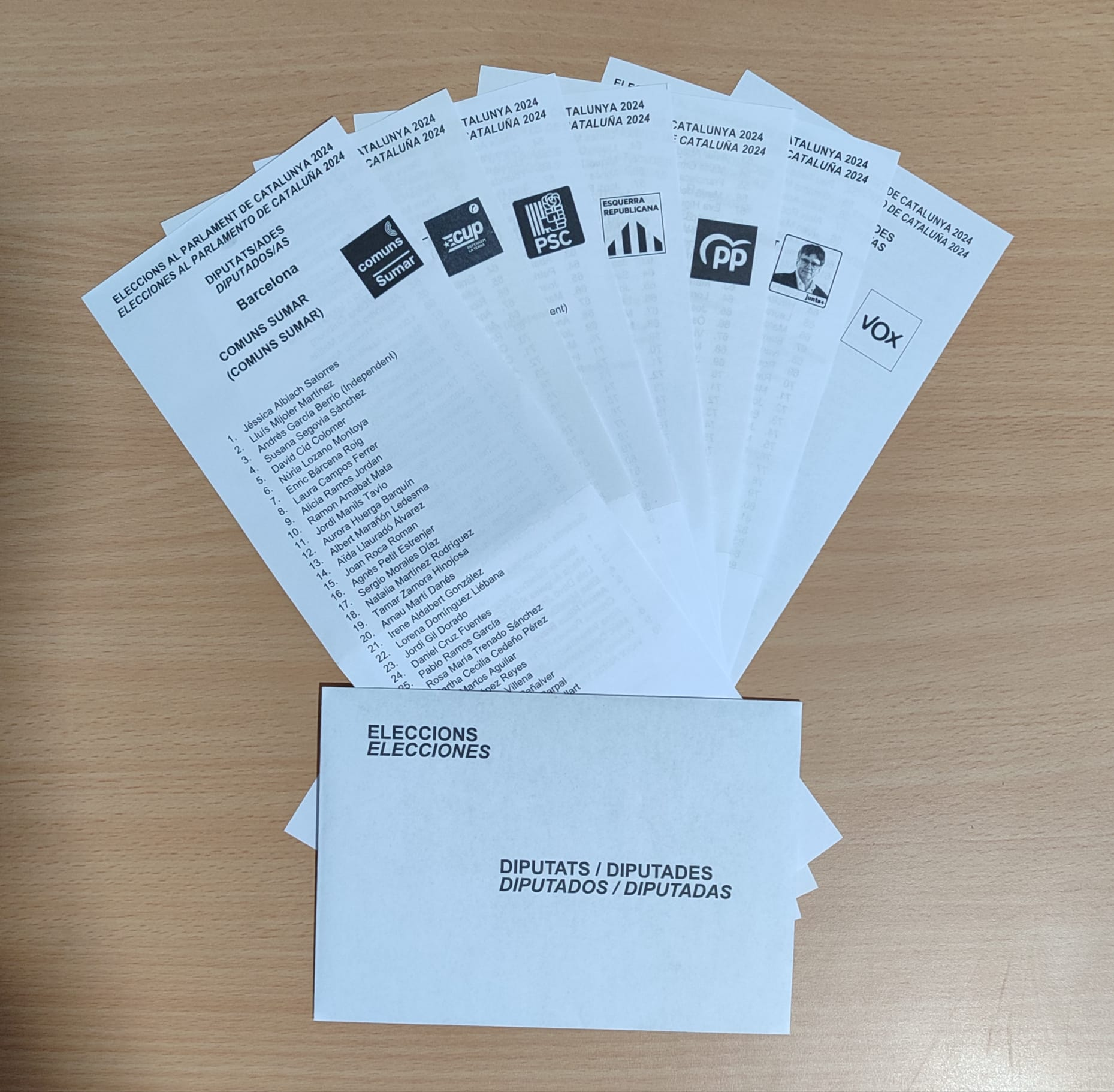
Stimmzettel (Wahlkreis Barcelona)

- Izquierda por España: Izquierda en Positivo (IZQP), Unidos port la Solidaridad Internacional (Unidos SI) und Democracia Efectiva (DEf).[5]

## Umfragen

Umfragewerte von der Wahl 2021 bis zur Wahl 2024

## Ergebnis
| Listen                           | Listen                                                            | Stimmen   | %    | +/-  | Mandate | +/- |
| -------------------------------- | ----------------------------------------------------------------- | --------- | ---- | ---- | ------- | --- |
|                                  | Partit dels Socialistes de Catalunya                              | 882.589   | 27,7 | ▲4,9 | 42      | ▲9  |
|                                  | Junts+ Carles Puigdemont per Catalunya (Junts – DC)               | 681.470   | 21,4 | ▲1,5 | 35      | ▲3  |
|                                  | Esquerra Republicana de Catalunya                                 | 431.128   | 13,5 | ▼7,6 | 20      | ▼13 |
|                                  | Partit Popular                                                    | 347.170   | 10,9 | ▲7,2 | 15      | ▲12 |
|                                  | Vox                                                               | 251.096   | 7,9  | ▲0,3 | 11      | ▬   |
|                                  | Comuns Sumar                                                      | 184.297   | 5,8  | ▼1,0 | 6       | ▼2  |
|                                  | Candidatura d’Unitat Popular – Defensem la Terra (CUP – Capgirem) | 129.059   | 4,1  | ▼2,6 | 4       | ▼5  |
|                                  | Aliança Catalana                                                  | 119.149   | 3,7  | Neu  | 2       | Neu |
|                                  | Partit Animalista Amb el Medi Ambient                             | 34.493    | 1,1  | N/A  | –       | ▬   |
|                                  | Ciutadans                                                         | 22.947    | 0,7  | ▼4,9 | –       | ▼6  |
|                                  | Alhora                                                            | 14.104    | 0,4  | Neu  | –       | Neu |
|                                  | Frente Obrero                                                     | 10.118    | 0,3  | Neu  | –       | Neu |
|                                  | Partit Comunista dels Traballadors de Catalunya                   | 4.212     | 0,1  | ▬    | –       | ▬   |
|                                  | Recortes Cero                                                     | 3.487     | 0,1  | ▼0,3 | –       | ▬   |
|                                  | Per un Món Més Just                                               | 2.760     | 0,1  | ▬    | –       | ▬   |
|                                  | Izquierda por España                                              | 1.892     | 0,1  | ▬    | –       | ▬   |
|                                  | Front Nacional de Catalunya                                       | 269       | 0,0  | ▼0,2 | –       | ▬   |
|                                  | Convergents                                                       | 263       | 0,0  | N/A  | –       | ▬   |
| Leere Stimmzettel                | Leere Stimmzettel                                                 | 35.967    | 1,1  | ▲0,3 | –       | –   |
| Gesamt                           | Gesamt                                                            | 3.183.137 | 100  |      | 135     | –   |
|                                  |                                                                   |           |      |      |         |     |
| Ungültige Stimmen                | Ungültige Stimmen                                                 | 0         | 0,0  | ▼0,6 |         |     |
| Wähler                           | Wähler                                                            | 3.183.137 | 58,6 | ▲4,0 |         |     |
| Wahlberechtigte                  | Wahlberechtigte                                                   | 5.433.166 |      |      |         |     |
|                                  |                                                                   |           |      |      |         |     |
| Quelle: Generalitat de Catalunya |                                                                   |           |      |      |         |     |

## Ergebnis nach Wahlkreisen
Es gibt vier Wahlkreise, die den Provinzen entsprechen: Barcelona, Girona, Lleida und Tarragona.
| Wahlkreis | Listen (%) | Listen (%) | Listen (%) | Listen (%) | Listen (%) | Listen (%) | Listen (%) | Listen (%) | Listen (%) | Listen (%) | Listen (%) | Gültige Stimmen |
| Wahlkreis | PSC        | Junts      | ERC        | PP         | Vox        | Comuns     | CUP        | AC         | PACMA      | Cs         | Sonst.     | Gültige Stimmen |
| --------- | ---------- | ---------- | ---------- | ---------- | ---------- | ---------- | ---------- | ---------- | ---------- | ---------- | ---------- | --------------- |
| Barcelona | 29,9       | 19,3       | 13,4       | 11,5       | 8,0        | 6,7        | 4,0        | 2,9        | 1,2        | 0,8        |            | 2.342.576       |
| Girona    | 19,5       | 34,9       | 12,0       | 6,5        | 6,3        | 3,3        | 4,9        | 9,0        | 1,0        | 0,3        |            | 297.376         |
| Lleida    | 20,5       | 30,4       | 16,3       | 9,2        | 6,2        | 2,1        | 4,2        | 7,8        | –          | 0,3        |            | 166.631         |
| Tarragona | 25,4       | 21,3       | 16,1       | 11,8       | 10,1       | 3,8        | 4,0        | 3,5        | 1,0        | 0,5        |            | 315.381         |